# Meet John Smith
"Meet John Smith" is de derde aflevering van het eerste seizoen van Veronica Mars.

## Verhaal
Justin Smith huurt Veronica Mars in om zijn vader op te sporen, waarvan Justin vertelt is dat hij dood is. Veronica weet het adres van Justins vader te traceren, wat een ontmoeting oplevert tussen Justin en zijn vader. Veronica ontwikkelt haar relatie met Troy, ze gaan enkele keren uit en zoeken elkaar vaak op. Duncan heeft problemen met het stoppen met slikken van antidepressivum, hij heeft veel bijwerkingen.
Veronica's vader gaat enkele gesprekken aan met de mentor van Veronica, over het wisselvallige gedrag van Veronica de afgelopen tijd.

## Muziek
- "No Blue Sky" - The Thorns
- "Art" - Louque
- "Goodbye World" - Luke Adams
- "Edge of the Ocean" - Ivy
- "Rock and a Hard Place" - Supreme Beings of Leisure
- "What Are You Afraid Of?" - West Indian Girl